# Con toda el alma
Con toda el alma é uma telenovela mexicana produzida e exibida pela Azteca em 1995. 
É um remake da novela argentina Pasiones, produzida em 1988.
Foi protagonizada por Andrés García e Gabriela Roel e antagonizada por José Alonso, Karen Sentíes, Mayra Rojas e Sonia Infante.

## Sinopse
A vida de Daniel Linares não está indo bem. Em primeiro lugar, o avô dele morre e ninguém em sua família se incomoda em chamá-lo. Na verdade, ele descobre que foi completamente removido do testamento. Sua namorada, a atriz Barbara, está tendo um caso com seu namorado. E para piorar as coisas, seu helicóptero bate enquanto ele está indo para visitar o rancho que seu avô deixou seu irmão Italo. Então ele conhece Milagros, um camponês que acabou de ser expulso da fazenda de Italo, juntamente com sua irmã cega, sua mãe e o bebê da outra irmã que morre em seus braços. Apesar de seus próprios problemas, Milagros ajuda Daniel a encontrar seu caminho para a segurança. Então ambos se separam, mas logo se encontram novamente quando Milagros trabalha como servo na casa da namorada de Daniel.

## Elenco
- Andrés García .... Daniel Linares
- Gabriela Roel .... Milagros Sarmiento
- José Alonso .... Ítalo Linares
- Karen Sentíes .... Bárbara Montijo
- Mayra Rojas .... Antonieta
- Patricia Rivera .... Sofía de Linares
- Leonardo García .... Luis Linares
- Wendy de los Cobos .... Perla Linares
- Juan David Burns .... Juan Montijo
- Sonia Furió .... Martina de Linares
- Sonia Infante .... Lucía Montijo
- Enrique Novi .... Rafael Linares
- Carlos Cardán .... Santoyo
- Guillermo Quintanilla .... Silvio
- Gerardo González
- July Furlong .... Doctora
- Gabriela Canudas
- Damián Alcázar